# Hallam, Victoria
Hallam är en ort i Australien. Den ligger i kommunen Casey och delstaten Victoria, omkring 35 kilometer sydost om delstatshuvudstaden Melbourne. Närmaste större samhälle är Berwick, nära Hallam.